# Калвиния
Калвиния (африк. Calvinia) — город в Северо-Капской провинции ЮАР, экономический центр северо-запада мыса Доброй Надежды. Находится в 70 км к востоку от Нёвоудвиля, Nieuwoudtville.

## История
Город основал в 1848 г. корнет А. ван Вейк и назвал в честь Ж. Кальвина. В течение многих лет Калвиния была единственным посёлком в этой местности. Во время ужина здесь собирались около 500 фургонов и повозок. В 1917 к посёлку была проложена железная дорога.

## Экономика
Калвиния является одним из важнейших центров производства шерсти в ЮАР.

## Достопримечательности
Местная синагога, построенная в стиле арт-деко, указывает на важную роль, которую ранее в этой местности играли еврейские поселенцы. В ней сейчас расположен Музей Калвинии. Также достопримечательностями являются Большой почтовый ящик и Дом Хантама.

## Разное
Астероид 1245, который 26 мая 1932 открыл южноафриканский астроном Сирил Джексон из Йоханнесбурга, получил в честь города название (1245) Кальвиния